# Дора Пеячевич
Дора Пеячевич (на хърватски: Dora Pejačević) (10 септември 1885 г. – 5 март 1923) е австроунгарска композиторка, потомка на знатния хърватски род Пеячевичи, които са от български произход и са потомци на бежанци от Чипровци, заселени в Хабсбургската империя след разгрома на въстанието през 1688 г. 
Тя е сред композиторите, въвели оркестровата песен в хърватската музика.

## Биография
Дора Пеячевич е дъщеря на Теодор Пеячевич, бан на Хърватия, Славония и Далмация, и на унгарската баронеса Лила де Вая.. Започва да учи музика още като дете, отначало с нея се занимава майка ѝ, която също е пианистка, а впоследствие Дора взима частни уроци в Загреб, Дрезден и Мюнхен, и се самообразова. Композира от 12-годишна възраст.
В Хърватия Дора Пеячевич обитава родовия замък в Нашице, но често пътува до Будапеща, Мюнхен, Прага и Виена понякога за дълги периоди от време. Последните три години от живота си след женитбата си с Отомар фон Лумбе през 1921 г., прекарва основно в Мюнхен.
Умира в Мюнхен през 1923 г. на 37-годишна възраст от усложнения при раждането на сина си Тео. Погребана е в град Нашице, Хърватия.
Дора Пеячевич се разглежда като голям хърватски композитор. Оставила е значителен каталог от 58 творби (106 песни) най-вече в късен романтичен стил, включително песни, фортепианни произведения, камерна музика, както и няколко произведения за голям оркестър, симфония във фа-диез минор, първата в хърватската музика. 
Нейният живот е предмет на хърватския биографичен филм Графиня Дора (1993), с режисьор Звонимир Беркович и в главните роли Алма Прица и Раде Шербеджия. Във филма е използвана нейната музика. 